# Praktiker
Praktiker — материнський холдинг мережі торгівлі будівельних матеріалів Praktiker Bau- und Heimwerkermärkte Holding AG та однойменна ринкова марка мережі супермаркетів. За формою власності — Акціонерне товариство. До холдингу входять такі мережі: власне Praktiker, мережі Max Bahr та extra BAU+HOBBY. На українському ринку Praktiker представлений мережею ТОВ Практікер Україна.
Компанія Praktiker започаткувала комерційну діяльність відкриттям першого гіпермаркету «Все для дому та саду» в 1978 році. Praktiker — це мережа будівельних супермаркетів, які працюють в 9 європейських країнах, таких як Люксембург, Німеччина, Угорщина, Греція, Туреччина, Польща, Румунія та Болгарія.
Нині ім'я Praktiker разом з Max Bahr об'єднує понад 420 гіпермаркетів у 9 країнах Європи. Створення торговельної мережі Extra Bau & Hobby, а також гіпермаркети торговельного бренду TopBau є частиною запровадженої концерном Praktiker стратегії, що об'єднує три бренди.
Більш як 100 мільйонів клієнтів та покупців відвідують гіпермаркети Praktiker щороку.

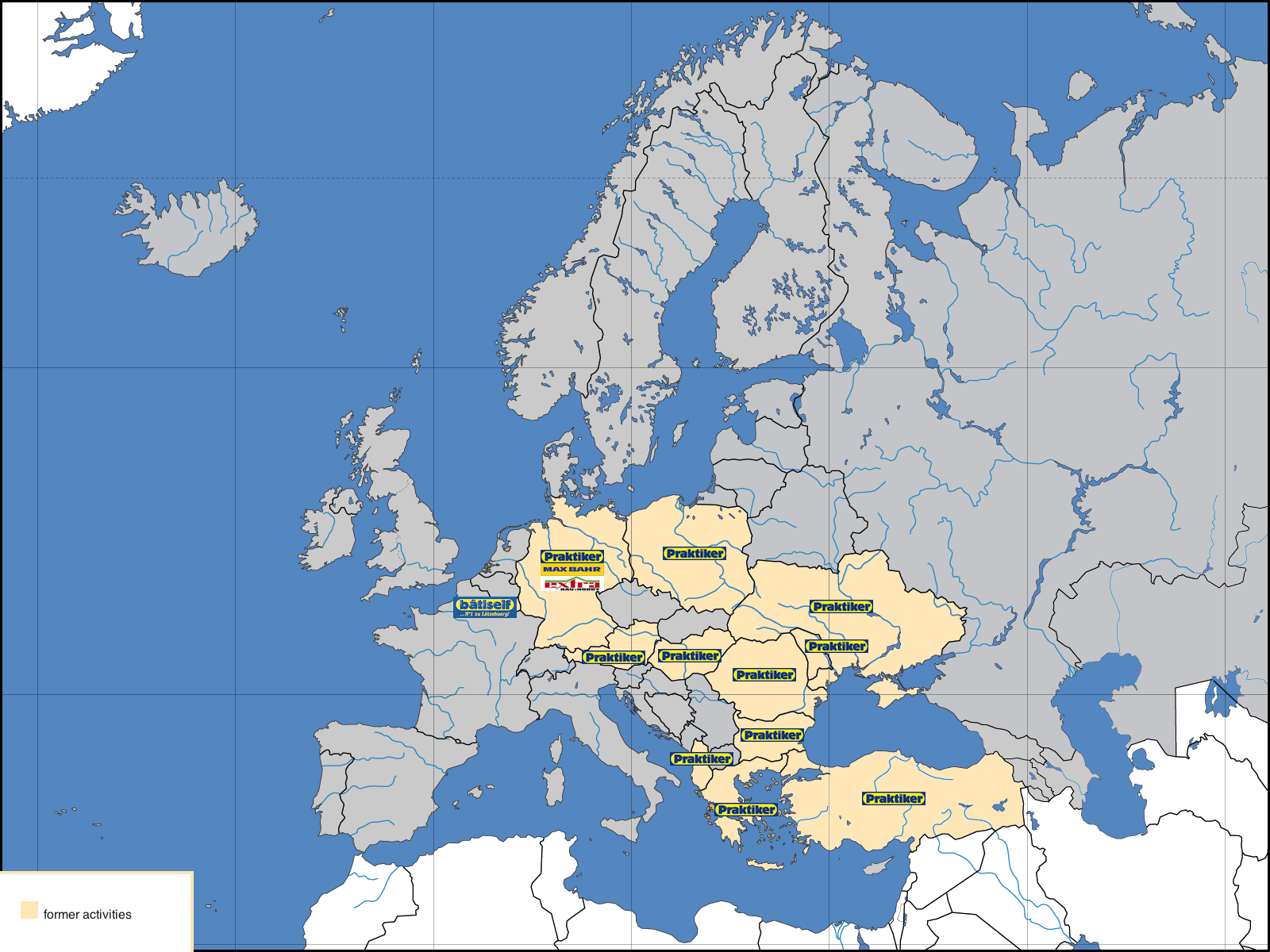
Praktiker у світі

## Україна
Мережа будівельних супермаркетів Praktiker збирається суттєво розширяти свою присутність на українському ринку. Компанія планує відкрити в Україні 25 магазинів, сказав член правління Міхаель Арнольд в інтерв'ю газеті «Гандельсблатт». Перший супермаркет почав працювати 2007 року в місті Макіївка Донецької області. Станом на квітень 2013 року в Україні налічується 4 магазини мережі: у Києві, Львові, Макіївці та Миколаєві.
Окрім того, діє інтернет-магазин, що забезпечує доставку товарів по всій Україні. У 2013 році запущено партнерську програму інтернет-магазину «Praktiker» [Архівовано 20 квітня 2013 у Wayback Machine.].
29 травня 2013 на щорічних зборах акціонерів глави правління компанії Армін Бургер (Armin Burger) заявив про те, що компанія планує завершити діяльність в Україні (англ. I would also like to mention in this context that we plan to end our Ukrainian adventure still this year.).

## Praktiker Bau- und Heimwerkermärkte Holding AG
Praktiker Bau- und Heimwerkermärkte Holding AG, штаб-квартира компанії знаходиться у м. Кіркель, Німеччина, на теперішній час має 350 будівельних магазинів у 9 країнах Європи, що дозволяє компанії займати одне з провідних місць в європейському секторі магазинів формату do-it-yourself. В Німеччині компанія має 275 торговельних точок (в тому числі TopBau), загальна площа торговельних залів яких становить близько 1,6 мільйона квадратних метрів, посідаючи за обсягом друге місце серед роздрібно-торговельних компаній в цьому секторі, а в межах Європи Praktiker займає четверте місце.
За межами Німеччини Praktiker має близько 65 відділень в таких країнах як Люксембург, Польща, Угорщина, Румунія, Болгарія, Греція та Туреччина. У 2006 році загальний оборот магазинів сягав близько 3 мільярдів Євро. 25 % відсотків доходу з продажу були отримані за межами вітчизняного ринку. На теперішній день компанія має більше ніж 27 000 працівників, серед них 8 000 осіб працюють за межами Німеччини.

## Історія
Історія Praktiker Bau- und Heimwerkermärkte Holding AG почала свій відлік з кінця 1970 року, коли в Німеччині були відкриті перші магазини формату do-it-yourself (DIY). Материнською компанією на той час була мережа магазинів роздрібної торгівлі Asko Deutsche Kaufhaus AG, штаб-квартира якої знаходилась в м. Саарбрюкен. У 1996 році Praktiker став частиною сьогоднішньої METRO Group. Починаючи з 1991 Praktiker поступово починає розширюватись за межами Німеччини, особливим чином на динамічно-прогресуючих ринках центральної та західної Європи, а також в південно-західній Європі.
- 1978 Заснування Praktiker Bau- und Heimwerkermärkte Holding AG компанією ASKO, відкриття першого будівельного магазину формату DIY в Люксембурзі
- 1979 Відкриття 4 магазинів Praktiker в Німеччині, придбання 9 магазинів «BayWa» формату DIY
- 1982 Стратегічне орієнтування на принцип знижок
- 1985 Придбання 12 магазинів «Wickes» формату DIY
- 1990 DIY забезпечення всієї ASKO Group, магазини «real-kauf» стали частиною Praktiker
- 1991 Придбання «Esbella» & «Continent», вихід на ринок Греції
- 1992 Придбання «real-kauf» & «extra» будівельних центрів формату DIY
- 1993 Придбання будівельних центрів формату DIY «BLV», «MHB», «Massa», «Huma».
- 1995 Перше офіційне відкриття Praktiker Bau- und Heimwerkermärkte Holding AG. Продовжуючи злиття компаній ASKO Kaufhof, Metro Cash & Carry в групу METRO, Praktiker стає частиною найбільшої компанії роздрібної торгівлі.
- 1996 Придбання 27 будівельних центрів «Bauspar» формату DIY
- 1997 Придбання 60 «Wirchis», вихід на ринок Польщі
- 1998 Придбання 25 франчайзингових маркетів «extra», вихід на ринок Угорщини та Туреччини
- 1999 Оголошення тендеру для акціонерів Praktiker компанією METRO Group. METRO AG викуповує більш як 99 процентів основного капіталу.
- 2000 Придбання 27 магазинів «TopBau», оптимізація структури асортименту, запровадження модулярної системи у 256 магазинах, початок репозиціонування.
- 2001 Оптимізація структури персоналу, а також цінової структури.
- 2002 Загальна кількість магазинів в Німеччині — 295, за межами Німеччини — 53, нова маркетингова концепція, нова цінова політика з березня 2002, вихід на ринок Румунії, придбання 100 відсотків акцій Praktiker компанією METRO AG, відміна лістінгу запасів на складах.
- 2003 25 річниця компанії, 56 магазинів у світі, проведення успішної цінової політики в Німеччині.
- 2004 Вихід на ринок Болгарії.
- 2005 Більше ніж 340 магазинів у 8 країнах Європи, суми продаж сягають 3 мільярдів Євро, з них більш як 105 мільйонів Євро складає «ЕВІТА», 25 процентів складають закордонні частки, успішне започаткування продажу акцій компанії Praktiker Bau- und Heimwerkermärkte Holding AG.
- 2006 Придбання Max Bahr разом з 76 магазинами. Введення нової концепції Easy-to-Shop в шести магазинах, продовження тенденції скорочення асортименту в магазинах, новий слоган: «Ціна — це ключ до успіху.» Вихід на ринок України.
- 2013 Банкрутство мережі, продаж закордонних філій Praktiker.
- 2015 Відкриття супермаркету у Дніпропетровську та Броварах.
- 2016 На сьогодні налічується три магазини у Києві, Миколаєві та Дніпрі.

## Криза
Починаючи з 2009 року прибутки компанії почали падати. Запропоновану дирекцією санацію рада акціонерів відхилила. 10 липня 2013 керівництво торговельної мережі Praktiker в Німеччині офіційно заявило про заборгованість та через гамбурзький суд розпочало процес банкрутства.
Дочірню мережу Max Bahr та закордонні філії Praktiker банкрутство німецької мережі не торкається.

## Галерея

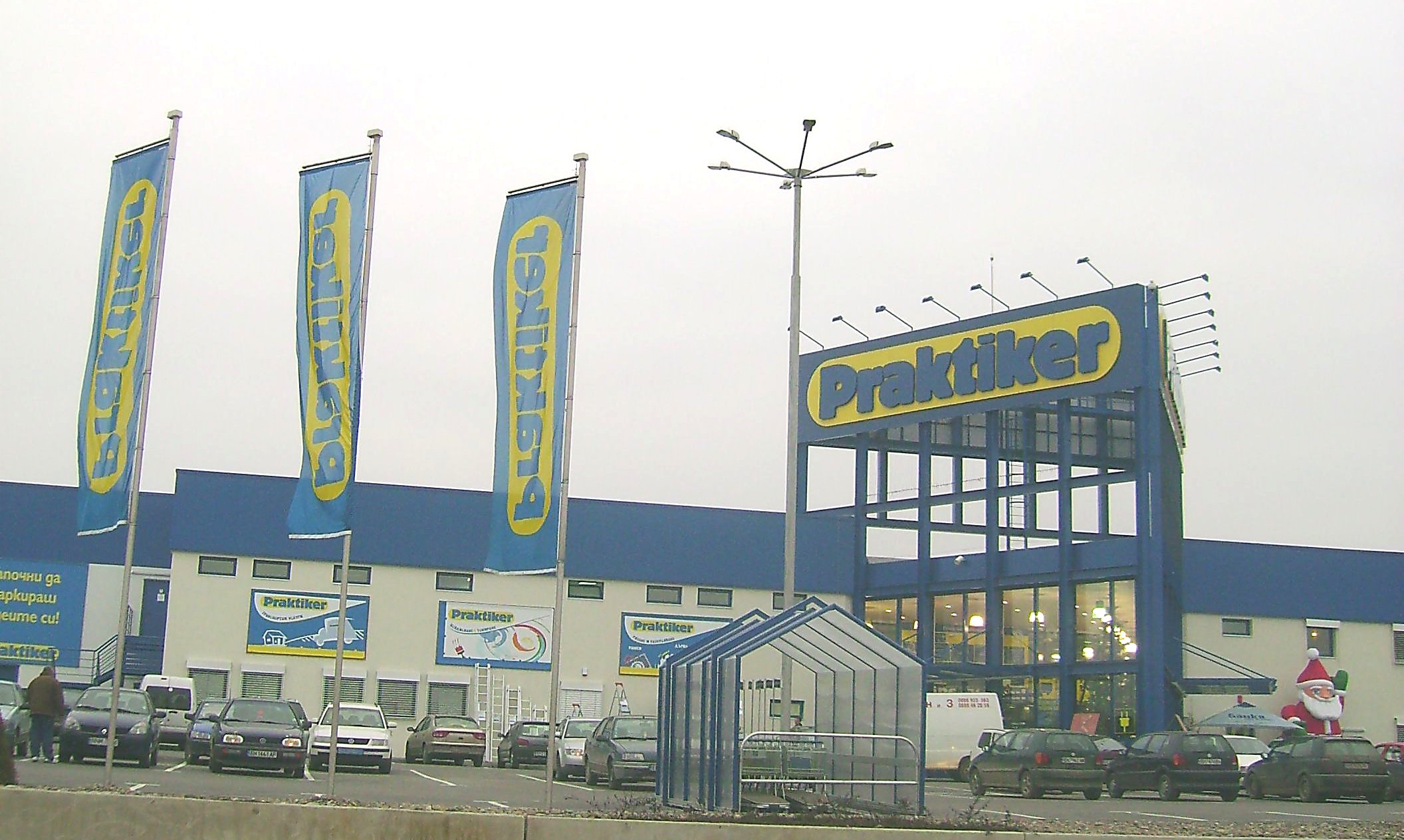
Praktiker Pleven — Bulgaria
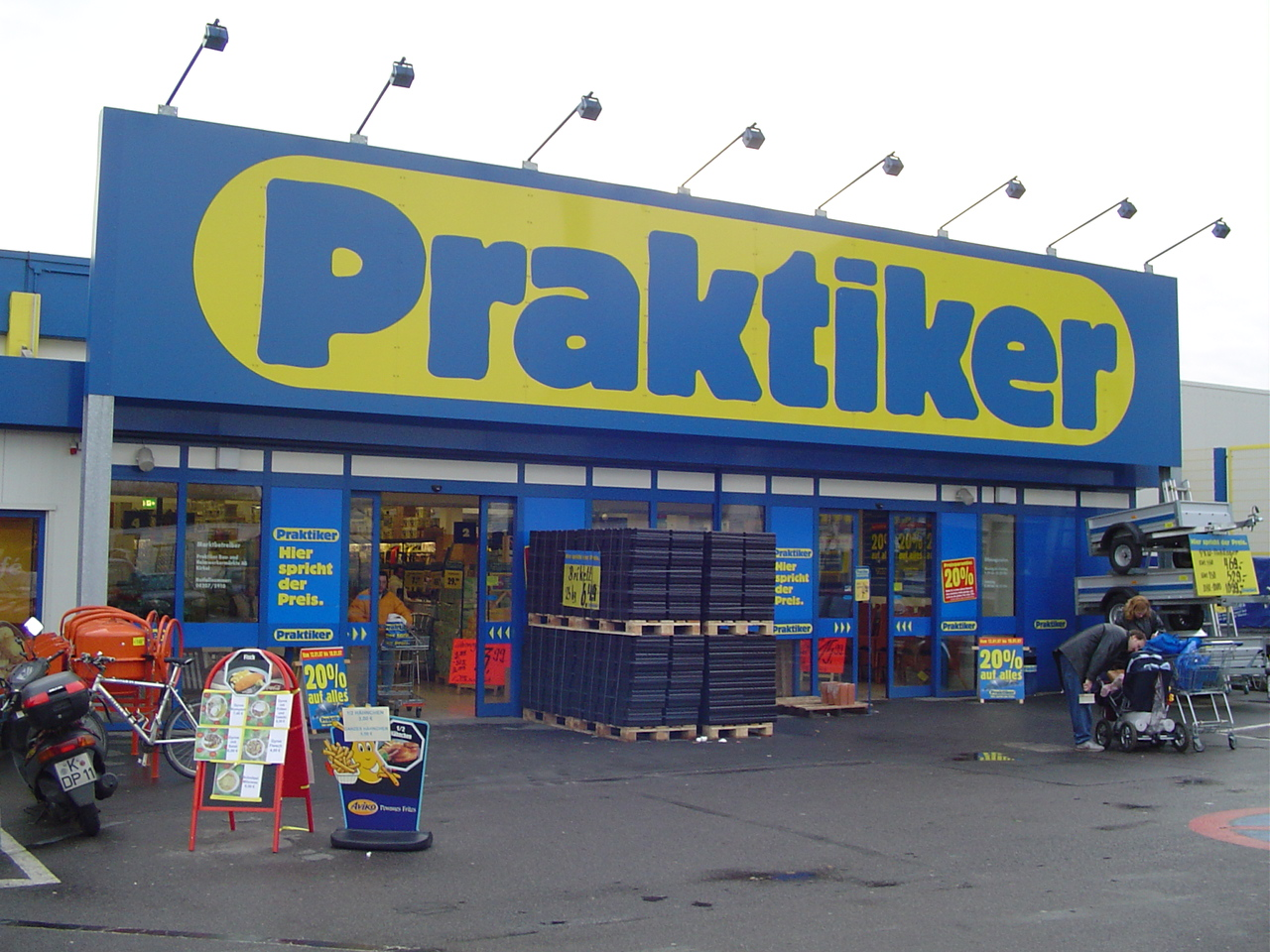
Praktiker Кельн — Німеччина

## Виноски
1. ↑  Офіційний сайт інтернет-магазину фірми Praktiker. Архів оригіналу за 14 квітня 2012. Процитовано 5 травня 2013. [Архівовано 2012-04-14 у Wayback Machine.]
2. ↑  Speech by the Chairman of the Management Board, Armin Burger
3. ↑  Spiegel: Drohende Insolvenz: Praktiker-Aktie stürzt ab [Архівовано 11 липня 2013 у Wayback Machine.]